# 姫神ヒロ
姫神 ヒロ（ひめかみ ヒロ、5月20日 - ）は、日本の漫画家。
秋田県出身。血液型はAB型。『Beauty』（ペンネーム:すだひろえ）でデビュー。

## 人物
小学生の時に『りぼん』や『週刊少年ジャンプ』を読み、漫画家になりたいと考え、別マスクールからデビューした。

## 作風
キャッチーで魅力的なキャラの表情を描く。作者によると、作画の際には画面に少し重みが感じられるよう、ベタのバランスにこだわっているという。

## 作品

### 連載・シリーズ
- 幸福屋（集英社『ザ・マーガレット』、全2巻）
- 月夜草子（集英社『別冊マーガレット』2009年2月号 - 2009年5月号、2009年7月24日発売、全1巻、ISBN 978-4-08-846429-9）
- トッカン -特別国税徴収官-（集英社『月刊YOU』2011年12月号[4] - 2012年11月号、全3巻）
- 姉妹逆転ゲーム 〜ずっと嫌っていた美しすぎる姉〜（DPNブックス、コミックなにとぞ、2018年11月[3] - 連載中）

### 読み切り
- タイトル不明[注釈 1]（『りぼんファンタジー増刊号』2009年[5]）